# Facundo Imhoff
Facundo Imhoff (Santa Fe, 25 gennaio 1989) è un pallavolista argentino, centrale del Rüsselsheim.

## Biografia
Nato a Santa Fe, è il fratello minore del pallavolista Cristian Imhoff.
Nel 2018 dichiara pubblicamente in un'intervista la propria omosessualità. Tra le altre cose, racconta di quanto fosse diventato difficile separare la vita privata da quella lavorativa e di come il coming out lo abbia reso in generale una persona e un atleta migliore. Afferma inoltre che l'omosessualità nello sport è ancora un tabù e che, uscendo allo scoperto, spera di essere d'aiuto per gli sportivi e i giovani che temono di fare altrettanto e togliersi un peso.

## Carriera

### Club
La carriera professionistica di Facundo Imhoff inizia nella stagione 2008-09, quando esordisce nella Liga Argentina de Voleibol con la maglia del Bolívar, vincendo lo scudetto, la Coppa ACLAV e il Torneo Súper 8. Nella stagione successiva si trasferisce al Villa María, dove milita per tre annate, dopo le quali approda all'UNTreF nel campionato 2012-13 e poi al Lomas nel campionato seguente: nelle quattro annate di militanza in questo club, dopo essersi messo in mostra come miglior muro del campionato nella prima stagione, vince la Coppa ACLAV 2016.
Nel campionato 2017-18 gioca per la prima volta all'estero, approdando in Francia, dove disputa la Ligue A con l'Arago de Sète, trasferendosi nel campionato seguente all'Universitatea Craiova, nella Divizia A1 rumena. Fa quindi ritorno in Argentina per la stagione 2019-20, giocando con il Bolívar.
Per la stagione 2020-21 accetta la proposta dei finlandesi del Raision Loimu, con cui disputa alcune partite di Lentopallon Mestaruusliiga, ma alla fine di novembre, a causa della difficile situazione finanziaria del club scandinavo, viene licenziato; nel mese successivo si trasferisce quindi in Germania per la seconda parte della 1. Bundesliga, ingaggiato dal Rüsselsheim: con la maglia del club assiano si aggiudica la Coppa di Germania 2020-21 e il riconoscimento individuale di miglior giocatore.

### Nazionale
Nel 2014 inoltre esordisce nella nazionale argentina, vincendo diverse medaglie alla Coppa panamericana, ossia un bronzo nel 2014, un argento nel 2015 e l'oro nel 2017, oltre a una medaglia d'argento al campionato sudamericano 2015, dove viene premiato come miglior centrale. Nel 2019 conquista la medaglia d'argento alla Coppa panamericana e quella d'oro ai XVIII Giochi panamericani.

## Palmarès

### Club
- Campionato argentino: 1

2008-09
- Coppa ACLAV: 2

2008, 2016
- Coppa di Germania: 1

2020-21
- Torneo Súper 8: 1

2008

### Nazionale (competizioni minori)
- Coppa panamericana 2014
- Coppa panamericana 2015
- Coppa panamericana 2017
- Coppa panamericana 2019
- Giochi panamericani 2019

### Premi individuali
- 2014 - Liga Argentina de Voleibol: Miglior muro
- 2015 - Campionato sudamericano per club: Miglior centrale
- 2015 - Campionato sudamericano: Miglior centrale
- 2021 - Coppa di Germania: MVP